# Bayraktar TB2
Bayraktar TB2 är en drönare (UAV) från det turkiska företaget Baykar som är avsedd för spaning och kan beväpnas med en kanon eller två pansarvärnsrobotar. Drönaren kontrolleras från marken eller programmeras i förväg. Den har lång räckvidd och flög första gången i augusti 2014.
TB2 används av Turkiets väpnade styrkor och har bland annat satts in mot kurdiska styrkor i Irak och Syrien. Den har också använts av 
Libyens regering under det pågående (2022) inbördeskriget.

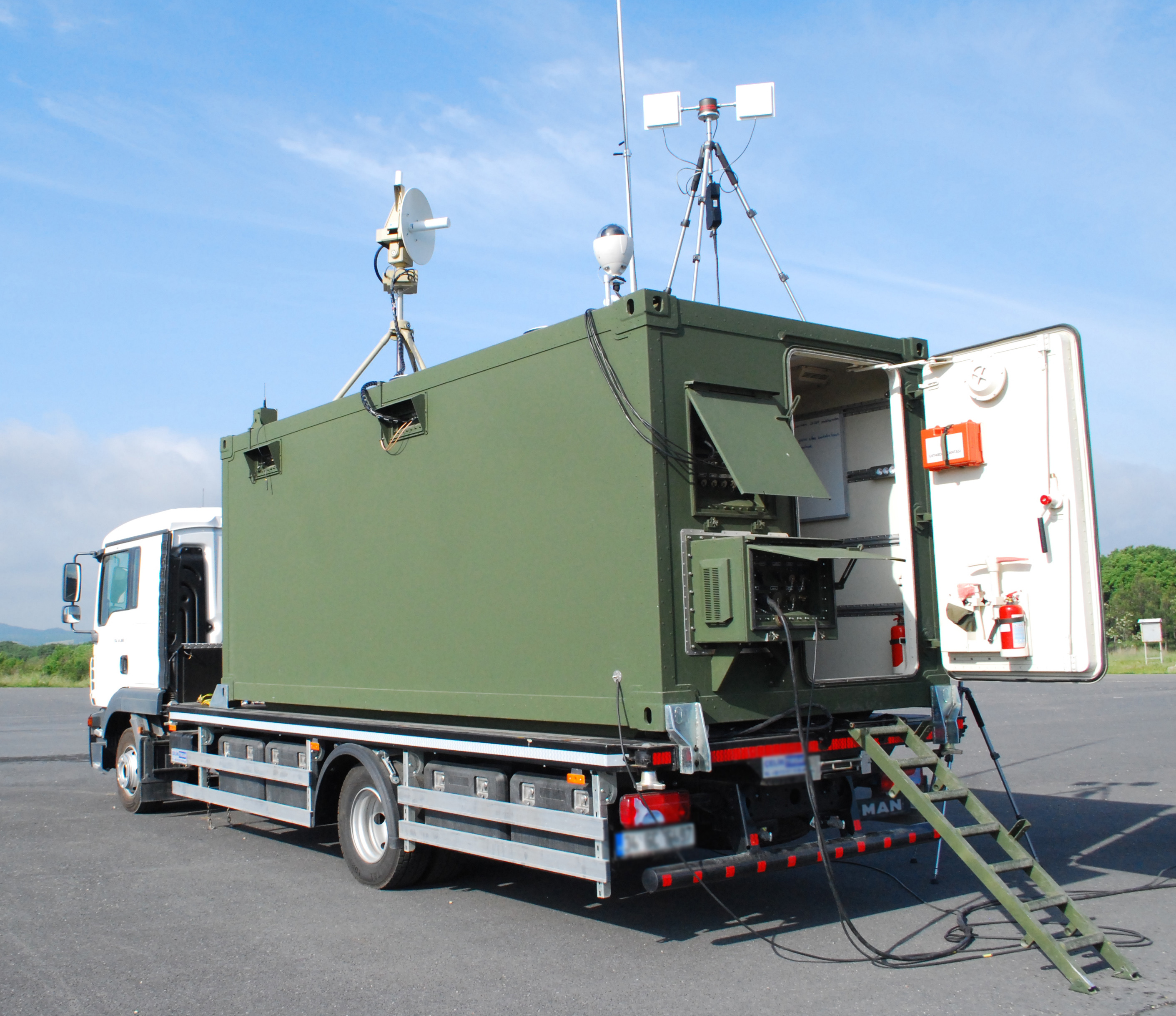
Basstation för Bayraktar TB2.

I januari 2019 köpte Ukrainas armé tolv   Bayraktar TB2 och tre basstationer för motsvarande 69 miljoner dollar. Efter lyckade tester beställdes ytterligare drönare för leverans år 2020. Under Rysslands invasion av Ukraina 2022 har Ukraina använt Bayraktar TB2 mot ryska stridsvagnar, pansarfordon och örlogsfartyg.